# ديفون فيشر
ديفون فيشر (بالإنجليزية: Devon Fisher)‏ (22 أكتوبر 1993 بتشيسابيك في الولايات المتحدة - ) هو لاعب كرة قدم أمريكي في مركز الدفاع. لعب مع بروتلاند تمبرز 2 وتاكوما ديفنس وCapital FC ‏.

## وصلات خارجية
- ديفون فيشر على موقع قاعدة بيانات كرة القدم.إي يو (الإنجليزية)